# Olof Thörnell
Olof Gerhard Thörnell, född 19 oktober 1877 i Trönö församling i Hälsingland, död 25 juli 1977 i Uppsala, var en svensk militär (general) och Sveriges förste överbefälhavare (åren 1939–1944).

## Biografi

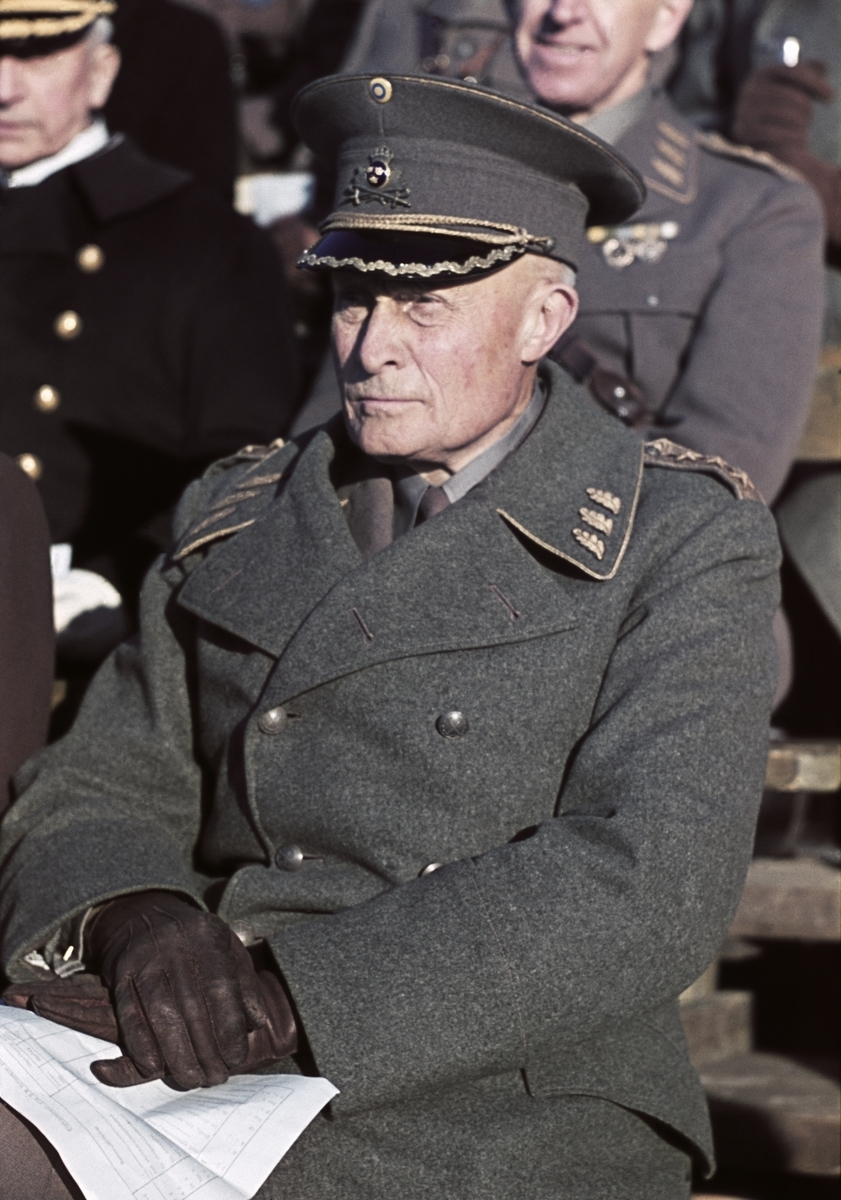
Thörnell 1942.

Efter mogenhetsexamen den 17 maj 1895 vid Norra Latin i Stockholm avlade Thörnell officersexamen 1897 och placerades därefter som underlöjtnant (10 december 1897) och sedan löjtnant (7 december 1900) på Upplands regemente. Den 7 juli 1906 utexaminerades Thörnell från Krigshögskolan (KHS) och placerades som aspirant vid Generalstaben. Han blev kapten vid Generalstaben 10 juni 1910. Åren 1911-1915 var han lärare vid KHS. År 1915 lämnade Thörnell Generalstaben för trupptjänst som kapten vid Älvsborgs regemente. Efter ett par år på fältet återvände han till Generalstaben där han steg i graderna; 27 november 1917 blev han major och den 19 augusti 1921 överstelöjtnant.
Verksam vid Upplands infanteriregemente (I 8) 1924, överstelöjtnant och tillförordnad chef Gotlands infanteriregemente (I 27) 1926. Den 24 augusti 1926 utnämndes Thörnell till överste och chef för Vaxholms grenadjärregemente. Den 1 januari 1928 blev han militärbefälhavare på Gotland. 1931 inspektör för Trängen. Den 28 december 1933 utnämndes han till generalmajor och blev inspektör för infanteriet. Den 1 juli 1936 blev han generallöjtnant och chef för Försvarsstaben, den 8 december 1939 överbefälhavare och 1 januari 1940 general. Han tog avsked från aktiv stat den 1 april 1944 och efterträddes av Helge Jung. Thörnell var chef för Gustaf V:s stab den 10 mars 1944 till kungens död den 29 oktober 1950.

## Familj
Thörnell var son till kyrkoherden Per Thörnell och Gerhardina (Dine) Margareta Lindgren. Brodern var professor Gösta Thörnell. Han gifte sig i Skållerud den 1 oktober 1904 med Anna Henrika Halling (1883-1972). De fick fyra barn: Gerhard (1905-1940), Barbro (1908-1992), Ulla (1914-2011) och Per (1918-1990). Thörnell ligger begravd på Uppsala gamla kyrkogård.

## Omdömen
Thörnell hade en kärv och sarkastisk framtoning och kallades allmänt LM (lustmördaren) inom Försvarsstaben. Thörnells tid som ÖB präglades av flera stora eftergifter till Tyskland och Thörnell själv ansågs allmänt vara tyskvänlig. Thörnell kritiserades av bland annat Torgny Segerstedt för att han 7 oktober 1940 mottog storkorset av Tyska örnens orden ur prinsen av Wieds hand med ordensbrev undertecknat av Hitler.

## Uppdrag
- Ledamot av 1918 års militära lönesakkunnigas betänkande 1920-1921[2]
- 1921 års pensionskommittés betänkande[2]
- Försvarsväsendets lönenämnd 1921-1924[2]
- Vicekansler vid Kungl. Maj:ts orden 1947[2]

## Utmärkelser

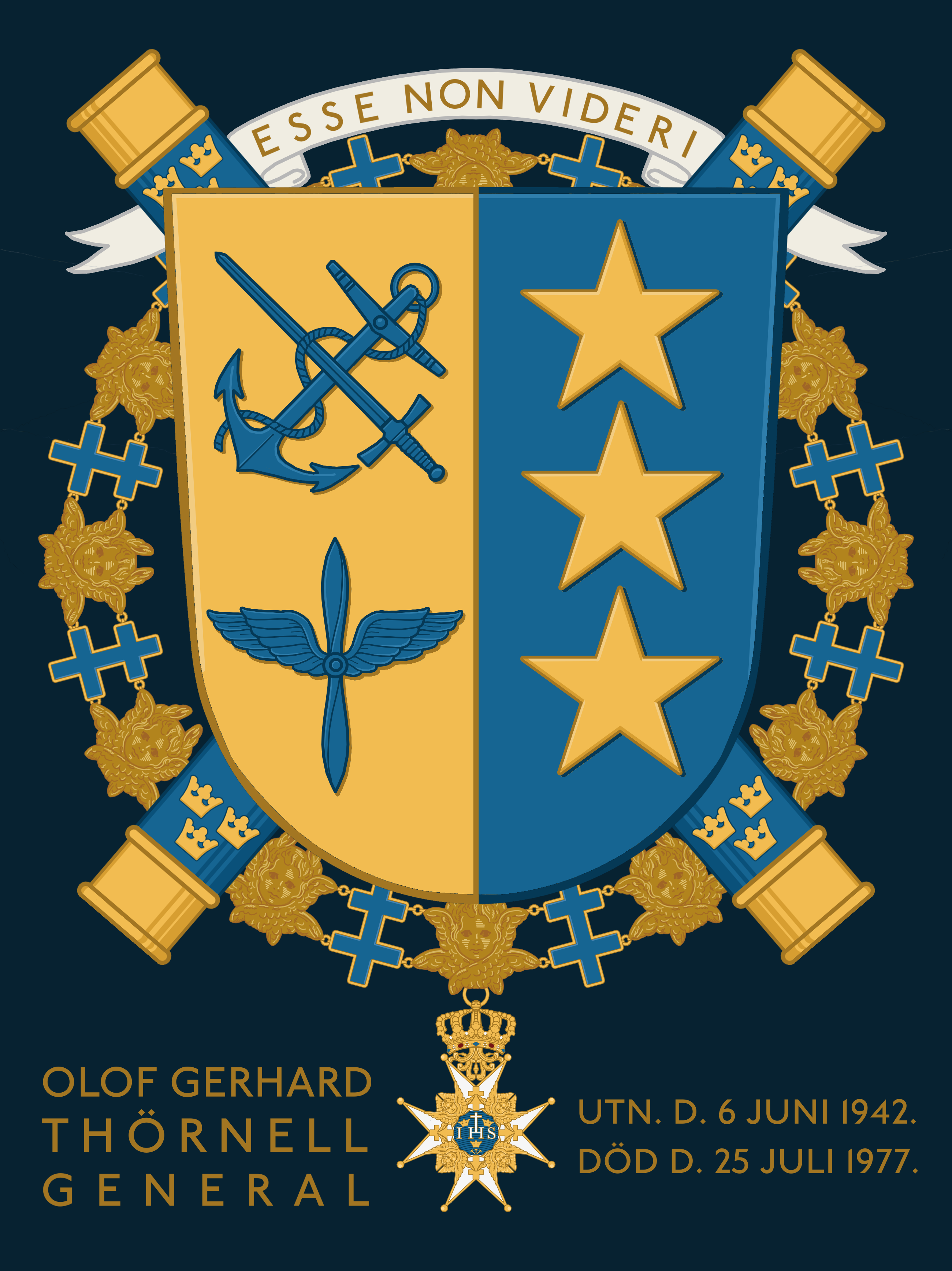
Olof Thörnells vapen såsom Riddare och Kommendör av Kungl. Maj:ts orden (Serafimerorden).

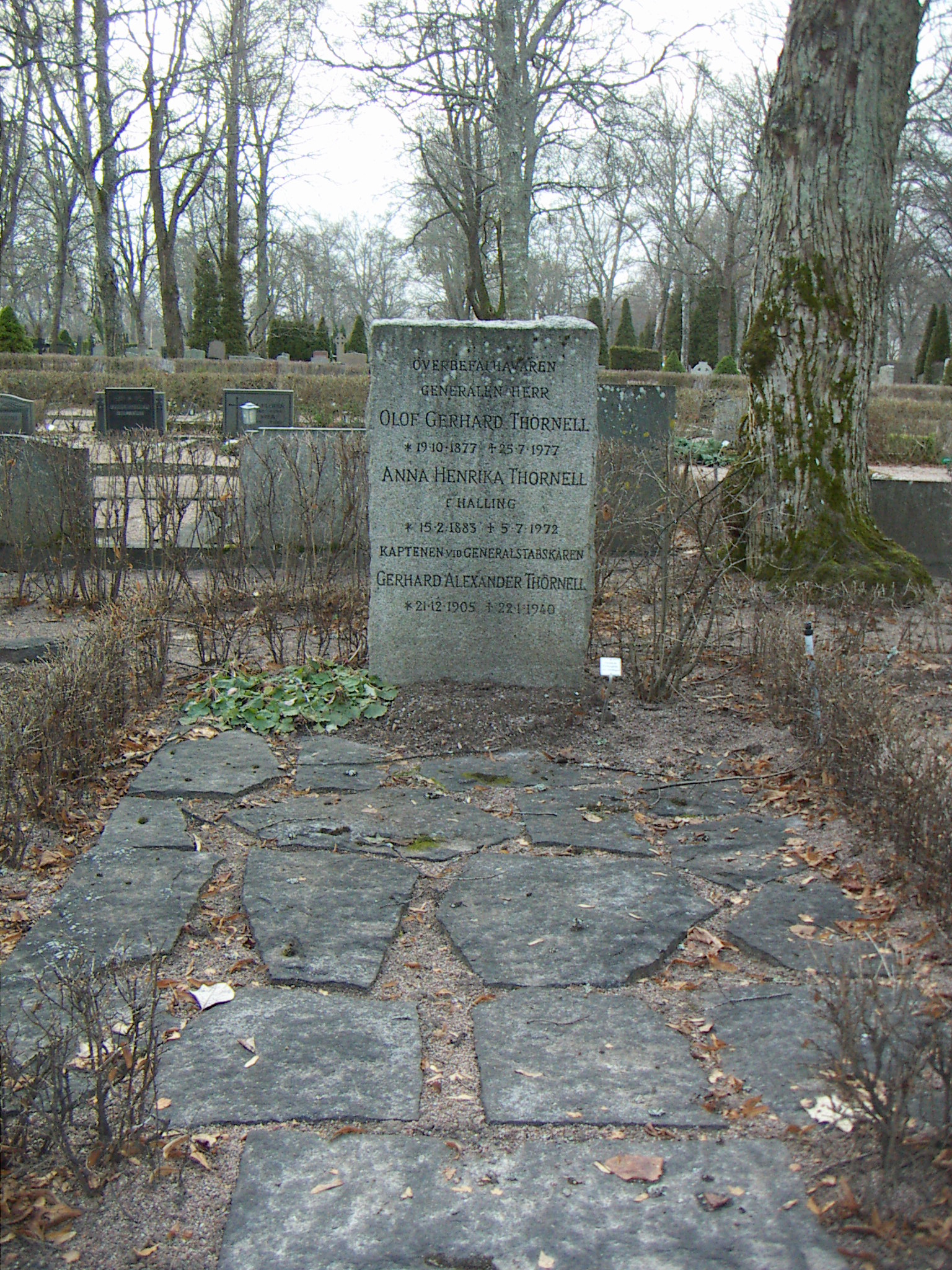
Olof Thörnells gravvård på Uppsala gamla kyrkogård.

### Svenska utmärkelser
- Riddare och Kommendör av Kungl. Maj:ts Orden (Serafimerorden), 6 juni 1942.[6]
- Riddare av Svärdsorden, 1918.[7]
- Kommendör av första klass av Svärdsorden, 28 november 1929.[8]
- Kommendör med stora korset av Svärdsorden, 5 juni 1937.[9]
- Riddare av Vasaorden, 1921[10]
- Konung Gustaf V:s jubileumsminnestecken med anledning av 90-årsdagen, 1948[11]
- Konung Gustaf V:s minnesmedalj, 1950[12]
- Gustaf VI Adolfs jubileumsminnesmedalj, 1967[13]
- Ledamot av Kungliga Krigsvetenskapsakademien 1923[2]
- Hedersledamot av Kungliga Örlogsmannasällskapet, 1939[2]
- Förtjänstmedalj för Frivilliga motorbåtskåren, 1929[14]
- Landstormsofficerssällskaps förtjänstmedalj, 1930[15]
- Svenska lottakårens förtjänstmedalj, 1930[16]
- Sveriges Landstormsförenings förtjänstmedalj, 1930[17]
- Gotlands skytteförbunds förtjänstmedalj, 1932[18]
- Svenska Röda Stjärnans förtjänstmedalj, 1938[19]
- Frivilliga Automobilkårens förtjänstmedalj (FAK förtj:t) 1940[20]
- Riksluftskyddsförbundets förtjänstmedalj[21]

### Utländska utmärkelser
- Storkors av Dannebrogorden.[6]
- Storkors av Finlands Vita Ros’ orden, 26 oktober 1938[22]
- Storkorset av Tyska örnens orden, 1940[5]
- Kommendör av Oranien-Nassauorden med svärd. [6]

## Militärtjänstgöring
- 1897 - Underlöjtnant vid Upplands regemente
- 1904 - Krigshögskolan
- 1907 - Generalstabsaspirant
- 1910 - Stabsadjutant och Kapten
- 1917 - Major
- 1921 - Överstelöjtnant
- 1926 - Överste och Militärbefälhavare på Gotland
- 1931 - Infanteriinspektör
- 1936 - Generallöjtnant och chef för Försvarsstaben
- 1939 - Överbefälhavare
- 1940 - General

Källa: